# Vales de Cardigos
Vales de Cardigos é uma pequena aldeia portuguesa situada na freguesia de Cardigos, Município de Mação, Distrito de Santarém. Anexada à região da Beira Baixa, trata-se de uma povoação rodeada de vales, daí o seu nome. Segundo os censos e 2011 possui 201 habitantes, sendo a localidade anexa a mais populosa da freguesia.